# Амба (приток Кашлама)

Амба — река в Новосибирской области России. Устье реки находится в 16 км от устья по левому берегу реки Кашлам. Длина реки составляет 26 км. Приток — Кочиха. Населённые пункты на реке — Амба (в устье) и Выпаса-Вечерка.

## Данные водного реестра
По данным государственного водного реестра России относится к Верхнеобскому бассейновому округу, водохозяйственный участок реки — Обь от Новосибирского гидроузла до впадения реки Чулым, без рек Иня и Томь, речной подбассейн реки — бассейны притоков (Верхней) Оби до впадения Томи. Речной бассейн реки — (Верхняя) Обь до впадения Иртыша.